# Jørgen Otzen Petersen
Jørgen Otzen Petersen (født 5. maj 1935) er en dansk astronom og lektor emeritus ved Niels Bohr Institutet på Københavns Universitet, der bl.a. har forsket i stjerner og deres udvikling samt variabilitet.

## Uddannelse og karriere
Petersen blev kandidat ved Københavns Universitet i 1960 og fik doktorgraden dr.scient. fra universitetet i 1979.
Han har udgivet en lang række naturvidenskabelige artikler og har bl.a. lagt navn til en bestemt type diagram for pulsationsvariable stjerner, kaldet et Petersen Diagram  på baggrund af sin forskning i dobbelt-pulserende variable stjerner i 1970'erne og 1980'erne.